# Pływacz zachodni
Pływacz zachodni, pływacz zaniedbany (Utricularia australis R. Br.) – gatunek rośliny należący do rodziny pływaczowatych (Lentibulariaceae).

## Rozmieszczenie geograficzne
Występuje głównie w Europie. W Polsce rośnie na rozproszonych stanowiskach w pasie nizin i wyżyn. W polskich Karpatach znane są tylko dwa jego stanowiska w dolinie Dunajca w okolicach Dębna, Maniów i Sromowiec Wyżnych oraz jedno na Kotlinie Nowotarskiej w Ludźmierzu.

## Morfologia
PokrójŁodyga pływająca, do 150 cm długości. Roślina nie posiada korzeni. Zbudowana jest z jednakowych pędów z międzywęźlami. Długość poszczególnych pędów wynosi 8–20 mm
LiściePodzielone na liczne, włosowate odcinki. Każdy liść wytwarza 8-25 pęcherzyków do 3 mm długości.
KwiatyGrzbieciste, zebrane w grono. Wyrastają na szypułkach o długości do 18 mm pionowo w górę. Kielich dwułatkowy. Korona kwiatu cytrynowożółta, dwuwargowa, długości 12–18 mm, z ostrogą. Dolna warga zamyka wejście do korony. Górna warga korony jest 2–3-krotnie dłuższa od wydęcia wargi dolnej. Wewnątrz korony 2 pręciki i jeden słupek z 1 szyjką i znamieniem o dwóch łatkach.
OwocTorebka.

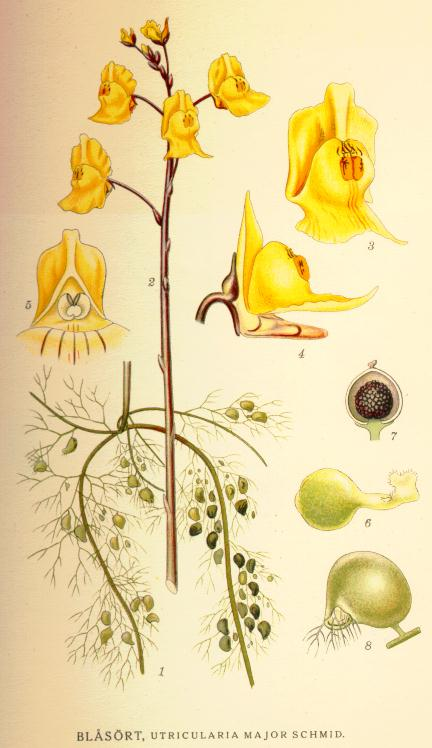
Morfologia
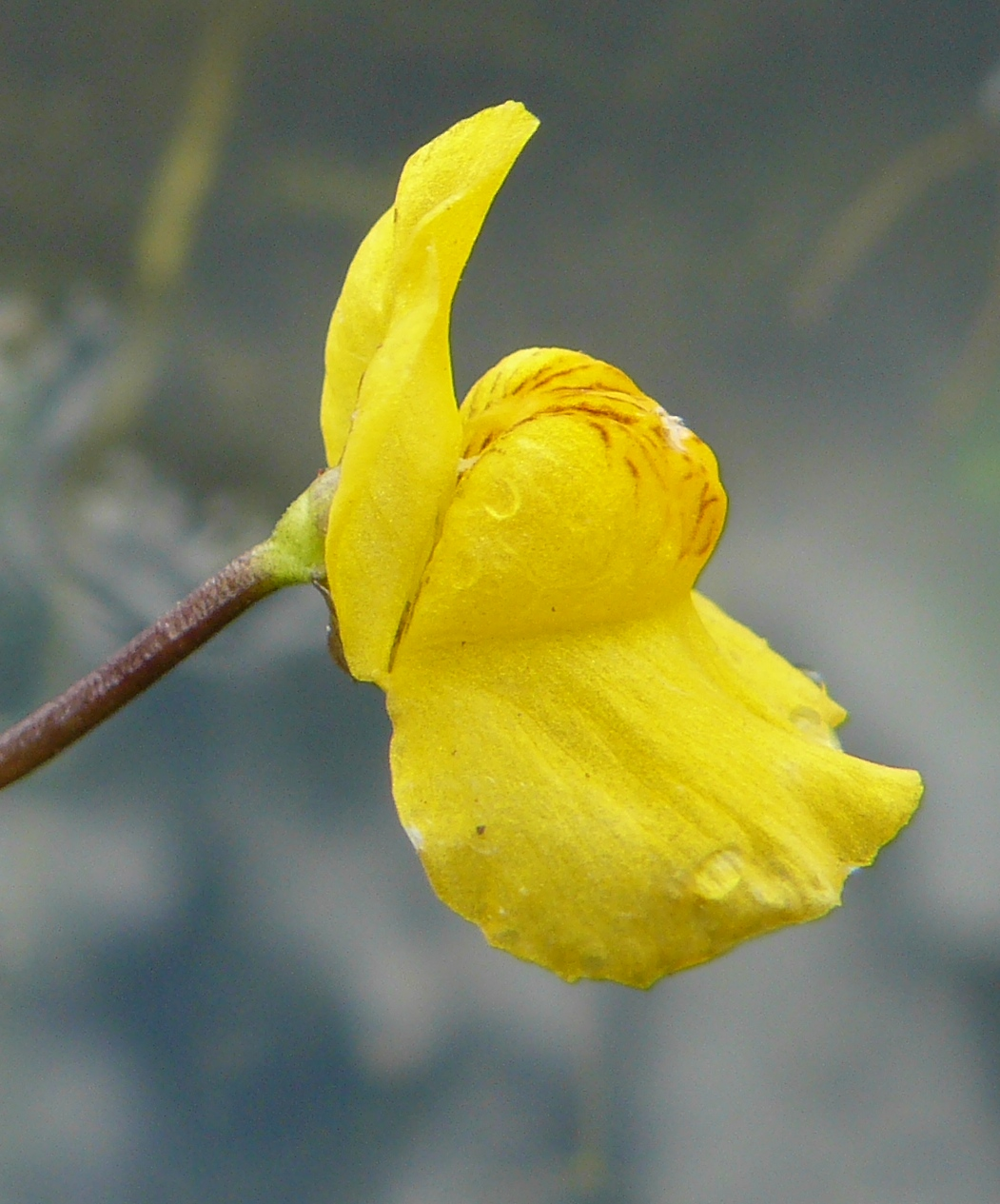
Kwiat
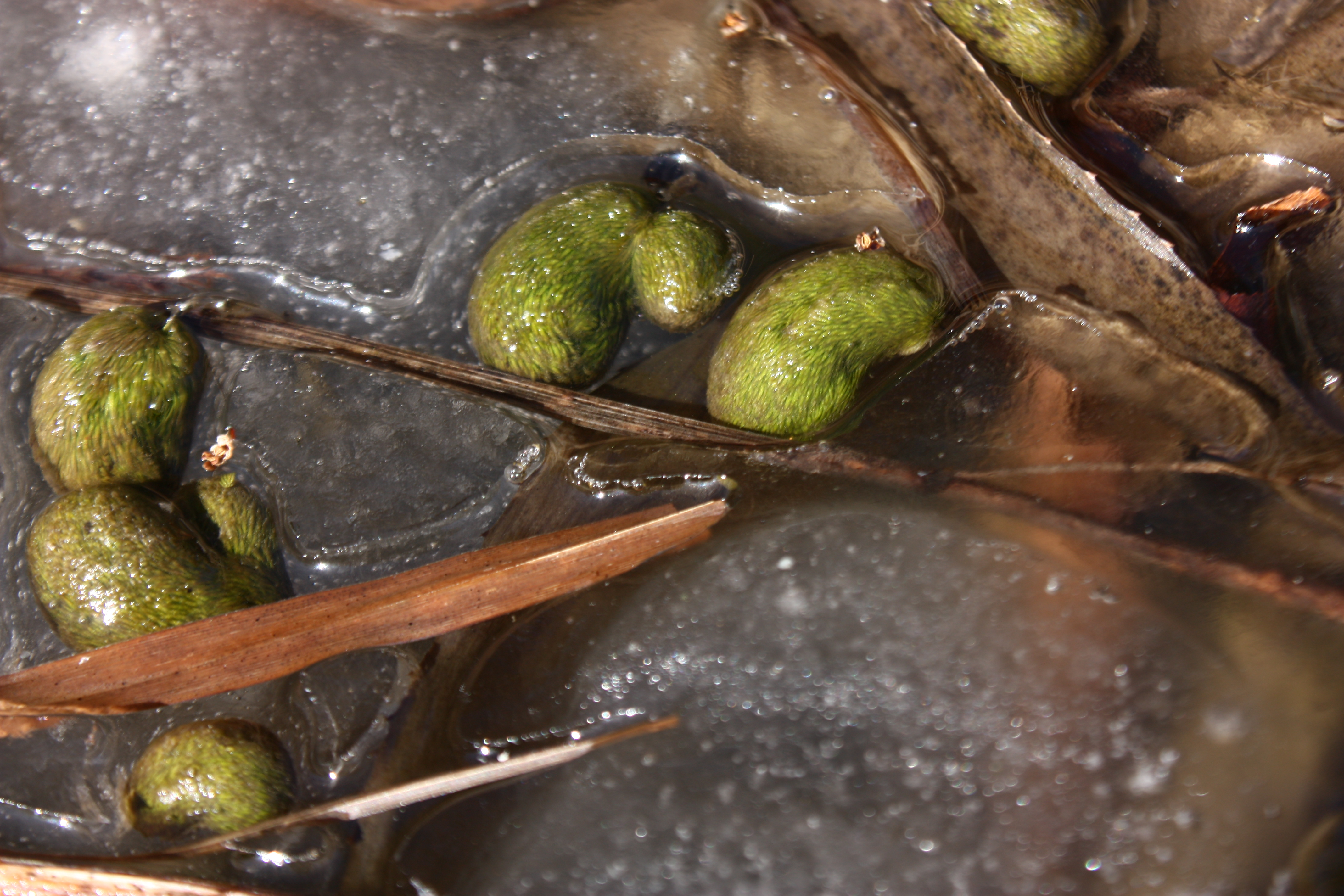
Turiony
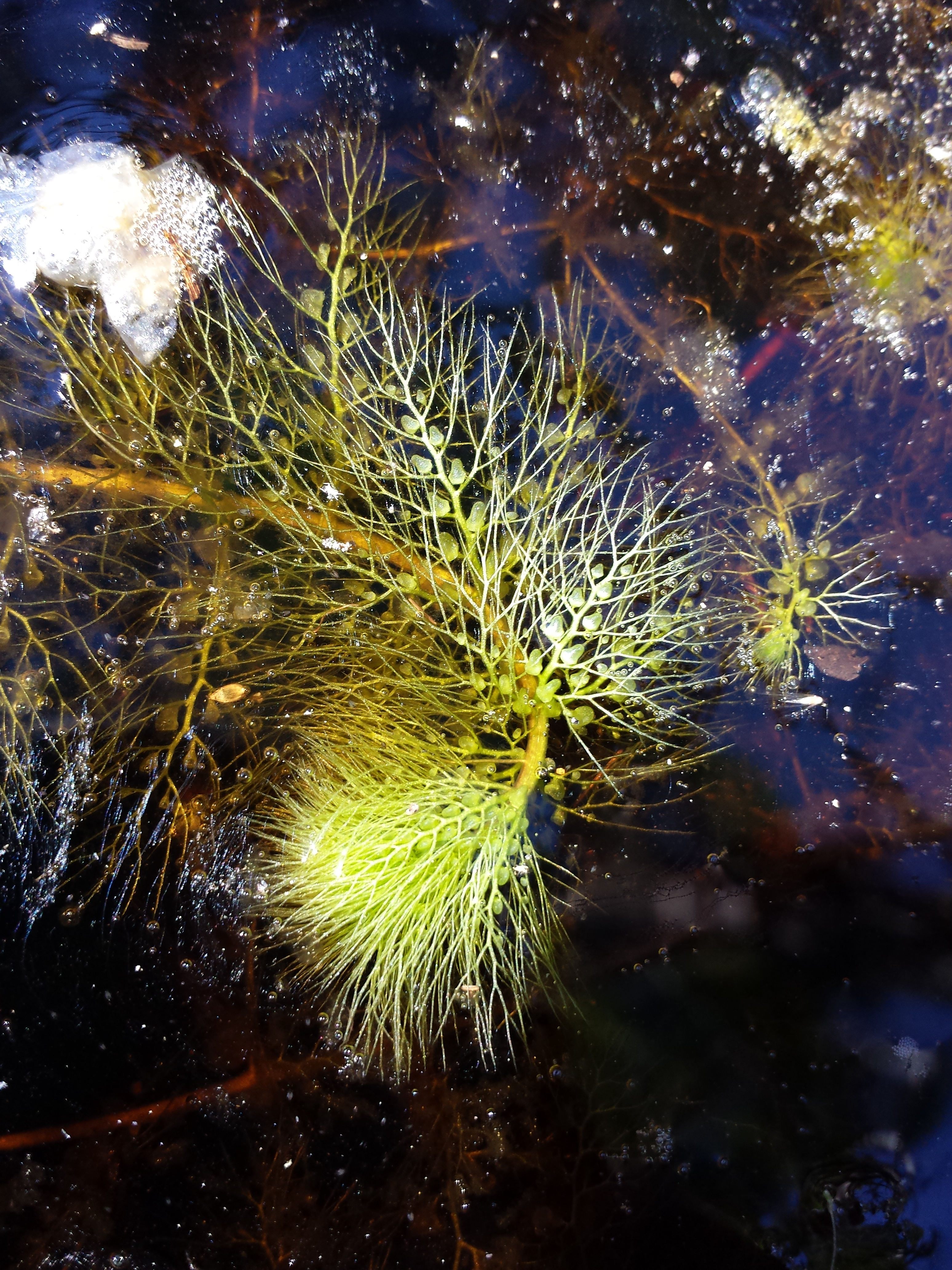
Pęd

## Biologia i ekologia
Bylina, hydrofit, roślina mięsożerna. Łowi drobne owady za pomocą pęcherzyków pułapkowych. Rośnie w wodach stojących lub wolno płynących o podłożu organicznym, stąd też jest bardzo silnie związany z torfowiskami. Występuje także w rzadkich szuwarach. Jest mniej wrażliwy od pływacza zwyczajnego na falowanie wody. Kwitnie od czerwca do sierpnia. Zakwita jednak rzadko, owoce wytwarza jeszcze rzadziej. Rozmnaża się niemal wyłącznie przez fragmentację pędów oraz przez bardzo drobne turiony roznoszone przez prądy wodne lub przez ptaki wodne. Zimują pędy lub turiony na dnie zbiorników wodnych.
Liczba chromosomów 2n = ok. 44.

## Zagrożenia i ochrona
Roślina umieszczona na Czerwonej liście roślin i grzybów Polski (2006) w grupie gatunków narażonych na wyginięcie (kategoria zagrożenia: V). W wydaniu z 2016 roku otrzymała kategorię NT (bliski zagrożenia).
Objęta w Polsce ścisłą ochroną.
Zagrożony jest głównie wskutek zabiegów gospodarczych w stawach, w których występuje, oraz naturalnego zarastania zbiorników wodnych.